# Feldkirchen an der Donau
Feldkirchen an der Donau  är en ort och  kommun i Österrike. Den ligger i distriktet Urfahr-Umgebung i förbundslandet Oberösterreich,  170 kilometer väster om huvudstaden Wien. 
Kommunen består av 23 orter (Ortschaften) (inom parentes invånarantal 1 januari 2024):

- Ach (51)
- Au (71)
- Audorf (179)
- Bad Mühllacken (328)
- Bergheim (575)
- Feldkirchen an der Donau (1 018)
- Freudenstein (490)
- Gerling (12)
- Hofham (37)
- Lacken (709)
- Mühldorf (234)
- Mühlholz (0)
- Oberhart (159)
- Oberlandshaag (420)
- Oberndorf (140)
- Oberstraß (23)
- Oberwallsee (146)
- Pesenbach (297)
- Rosenleiten (305)
- Unterhart (49)
- Unterlandshaag (123)
- Vogging (16)
- Weidet (111)